# Заречье (Василевское сельское поселение)
Заре́чье — деревня в Торопецком районе Тверской области. Входит в состав Василевского сельского поселения.

## История

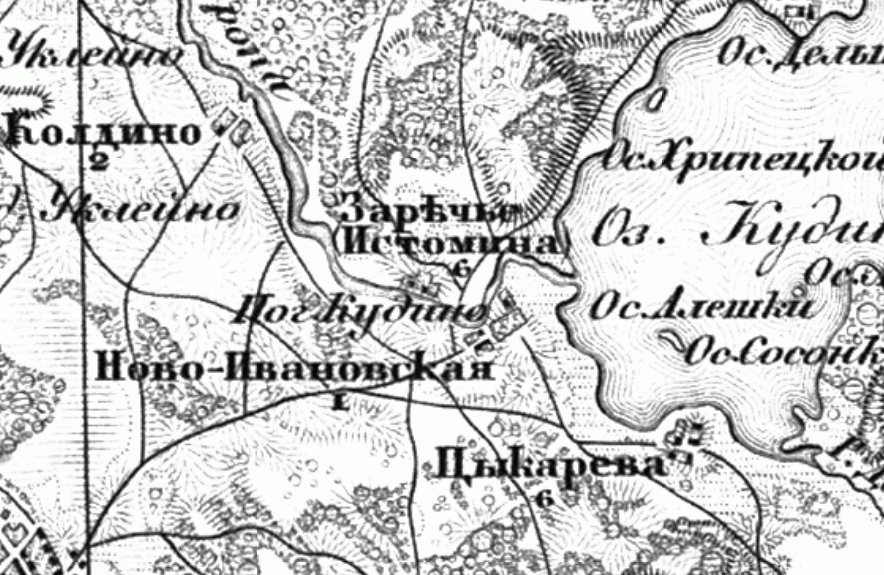
Окрестности деревни Заречье на карте 1871 года.

На топографической трёхвёрстной карте Фёдора Шуберта, изданной в 1871 году, обозначено село Заречье (деревня Истомина). Имело 6 дворов.
В списке населённых мест Псковской губернии за 1885 год значится деревня Истомино (Истомкино, Заречье). Располагалась при реке Торопе в 4 верстах от уездного города. Входила в состав Туровской волости Торопецкого уезда. Имела 9 дворов, 65 жителей (из них 30 мужчин и 35 женщин).
На карте РККА 1923—1941 годов обозначена деревня Заречье. Имела 23 двора.

## Этимология
Название деревни с ориентирным значением. От заречье — «местность за рекой»; зарека — «противоположный берег реки; заречная часть деревни, города». Деревня расположена на левом берегу Торопы, то есть за рекой по отношению к городу Торопцу.

## География
Заречье находится в юго-восточной части района в 4 км (по автодороге — 11 км) к востоку от районного центра Торопец. Находится на левом берегу реки Торопа (на правом — деревня Кудино).
Административно в состав деревни также входят два СОТ (дачных посёлка), расположенных к северо-востоку от деревни, — Рябинки и Дубки.
Всего в деревне (без учёта дачных посёлков) 41 дом.
Климат
Деревня, как и весь район, относится к умеренному поясу северного полушария и находится в области переходного климата от океанического к материковому. Лето с температурным режимом +15…+20 °С (днём +20…+25 °С), зима умеренно-морозная −10…−15 °С; при вторжении арктических воздушных масс до −30…-40 °С.
Среднегодовая скорость ветра 3,5—4,2 метра в секунду.
Часовой пояс
Деревня Заречье, как и вся Тверская область, находится в часовой зоне МСК (московское время). Смещение применяемого времени относительно UTC составляет +3:00.

## Население
| 2002 | 2010 |
| ---- | ---- |
| 29   | ↘21  |

Согласно результатам переписи 2002 года, в национальной структуре населения русские составляли 100 % от жителей.